# Fellenoordkerk
De Antonius van Paduakerk, beter bekend als de Fellenoordkerk, was een rooms-katholieke kerk aan de Boschdijk in de wijk Fellenoord in Eindhoven.
Fellenoord was aan het begin van de 20e eeuw een drukbevolkte wijk, waardoor de behoefte ontstond aan een nieuwe parochiekerk. Tussen 1907 en 1909 werd aan de Boschdijk een grote neoromanogotische kruiskerk gebouwd, naar een ontwerp van de architecten Albert Margry en J.M. Snickers. De kerk werd gewijd aan Antonius van Padua en was daarmee een van de drie kerken in Eindhoven die aan deze heilige werd gewijd. De Fellenoordkerk was de eerste van een serie aan Antonius van Padua gewijde kerken die door de Kerkbouw-stichting van J.P. Grewen (een familielid van Albert Margry) werd gefinancierd. De bouw van de kerk kostte 125.000 gulden. Bij het complex hoorden ook de pastorie en een lagere school. Op 19 april 1909 werd de kerk ingewijd.
Bij het bombardement op Eindhoven van 19 september 1944 raakte de kerk zwaar beschadigd. Het gebouw kon echter worden hersteld door architect Jos Schijvens uit Tilburg en Ir. J. van Buytenen en werd in 1949 weer ingewijd. Na de Tweede Wereldoorlog werd een groot deel van Fellenoord gesloopt om plaats te maken voor nieuwe autowegen. De kerk verloor hierdoor haar parochianen en werd in 1971 gesloten. In 1973 werd de Fellenoordkerk afgebroken.

## Referentie
- Antonius van Padua-kerken